# 峰仔峙社
峰仔峙社是台灣北部曾經存在的台灣原住民凱達格蘭族村社，為當時台北盆地東北邊緣乘獨木舟沿基隆河上溯船運要道，在今新北市汐止區。有文獻記載始於台灣荷西時期，荷西文獻所記載之，清治時以台語音記為「峰仔峙」（通常慣例Ki音節略去不譯，又有記為峰紫峙、房仔嶼、峰仔嶼、楓仔嶼、房仔是、蜂子崎、:23-31房子是社等台語同音詞），此地即後世所稱「水返腳（tsuí-tńg-kha）」，即海水沿淡水河往內陸漲潮的終止之地，《諸羅縣志》記載「淡水至雞籠有東西兩路……東由干豆門坐蟒甲（獨木舟），乘潮循內北投、大浪泵至峰仔峙，港大水深過峰仔峙不復有潮，溯灘河可四十里；而登岸逾嶺十里許，即雞籠內海」。
「Kipanas」的原意難以確定，亦屬於南島語系的馬來（印尼）文，有「熱、高溫與凶惡、危險」之意。1632年西班牙文獻記載由淡水沿基隆河（Quimazón）經此地是通往基隆的交通要地:290。1641–1642年荷蘭東印度公司駐台當局兩次進兵北台灣，擊敗西班牙人而佔領此地。1642年10月3日，公司派兵攜帶各項禮物，從雞籠越山往淡水地區，途經峰仔峙（Kipangas）、里族社（Kiliessouw）以及麻里錫口（Malessekou）等村落交易民生食品，並帶回二十三隻雞、兩隻豬、一些橘子（Limoenen）、香蕉（Piessangh）、甘蔗與蕃薯（Petattes）。荷蘭人記載這三社糧食豐富，生產白米與紅米，吃生鹽漬魚，獵捕、攝食其他動物，卻不殺雞不敢吃雞。12月，裴德中尉（Thomas Pedel）反方向由淡水城砦沿基隆河上溯拜訪各村落，於8日駕艋舺舟從紅毛城出發，傍晚5點抵達里族社，翌日中午再出發，傍晚抵達「緊鄰里族河（即基隆河），在山中」的「Ratsecan」社。11日晨9點，由此社折返，中午返抵錫口社（Malotserouaen），此後再往下到里族等社拜訪。翁佳音認為裴德中尉此行日記所記的「Ratsecan」就是「Kipangas」（峰仔峙社）的另一個名稱。陪同荷蘭人前來的里族社頭目在「Ratsecan」社中，與此社人一同表明願意與公司和解，但要求不要像先前西班牙統治時那樣，凌辱他們的婦孺，燒毀他們的房舍、田園與艋舺舟。
荷蘭文獻的村社戶口表，峰仔峙社算是中型的村社，1647年120人（28戶），1648年100人（28戶），1650年105人（27戶），1654年104人（24戶），1655年100人（33戶）。
日治時1896年8月9日伊能嘉矩前往峰仔峙社調查，族人報導峰仔峙、里族、搭搭攸、錫口等社是同族，原由「山西」乘舟渡海來台灣，最初定居於劍潭東側約一百多公尺的鴨母寮，西荷統治時（原文記為清順治年間）歸附從事農耕，乾隆年間清政府在村社設置土牛，族人被驅趕到土牛外現在的位置，尚留有1770年代納屯租的稟記，:92-95也就是今基隆河北岸，對岸就是汐止區中心。
伊能推斷峰仔峙社原居汐止區中心基隆河南岸的低地，清治時漢人入墾，在南岸建立「水返腳街」後，族人被迫遷到對岸的「鄉長厝」山中，而將「鄉長厝」地名，解釋成「往昔有鄉長住屋之地，故名」。然而西班牙、荷蘭文獻記載初見峰仔峙社就已農產豐富，1654年《大台北古地圖》被繪在基隆河的北邊，翁佳音認為在荷蘭時代此社就已在基隆河北岸的山中「鄉長厝」一帶，北有「叭嗹坑」、西有番仔寮、社後等地名，構成一個原住民活動的區域，故漢人來汐止地方開發時，只好就南岸發展，而「鄉長厝（坑）」的舊地名，在清末、日治初期即存在，這個「鄉」可能有另外的意義，當時此地並無「鄉」的行政層級，不能光就文字表面解釋。:23-31
清乾隆初葉，有廣東人從淡水港溯河，轉基隆河抵達今日汐止境內，與凱達格蘭平埔族墾殖，余文儀《續修台灣府志》記載，1758年前後，漢人已在此形成街肆，延用平埔族的舊名，稱為「峰仔峙庄」。1765年發展成為「峰仔峙街」，迄今，汐止人仍習慣以「街仔」來稱呼。至1860年台灣開港，許多外國人來台設立洋行進行貿易，山坡地普種茶葉，商人溯淡水河而上，沿河收購茶葉。